# Lindener Turm
Die Lindener Windmühle in Hannover, auch Lindener Turm genannt, ist eine denkmalgeschützte ehemalige Windmühle auf dem Lindener Berg, die auf einen im Mittelalter errichteten Wartturm aufsetzt. Sie ist das älteste erhaltene Bauwerk Lindens.
Die Mühle steht in rund 90 Metern Höhe auf dem Lindener Berg als „Hausberg“ Hannovers, hat die Adresse Am Lindener Berge 29 und 29a im Hannoverschen Stadtteil Linden-Mitte und wird mittlerweile als Gaststätte mit Biergarten genutzt.

## Geschichte

### Wartturm
Nachdem sich die Marktsiedlung Hannover im 14. Jahrhundert mit einer Landwehr als Teil der Stadtbefestigung Hannovers gegen feindliche Überfälle gesichert hatte, bauten die Menschen im Jahr 1392 auf der kahlen Kuppe des Lindener Berges als Teil der hannoverschen Landwehr eine Warte, von der aus sie die Zufahrtsstraßen nach Hannover überblicken konnten. Mit dem im Steinbruch des Berges gebrochenen Kalkstein wurde ein Wartturm errichtet, der den Bewohnern am Fuße des Lindener Berges für mehr als ein Viertel Jahrtausend eine höhere Sicherheit versprach.

### Windmühle

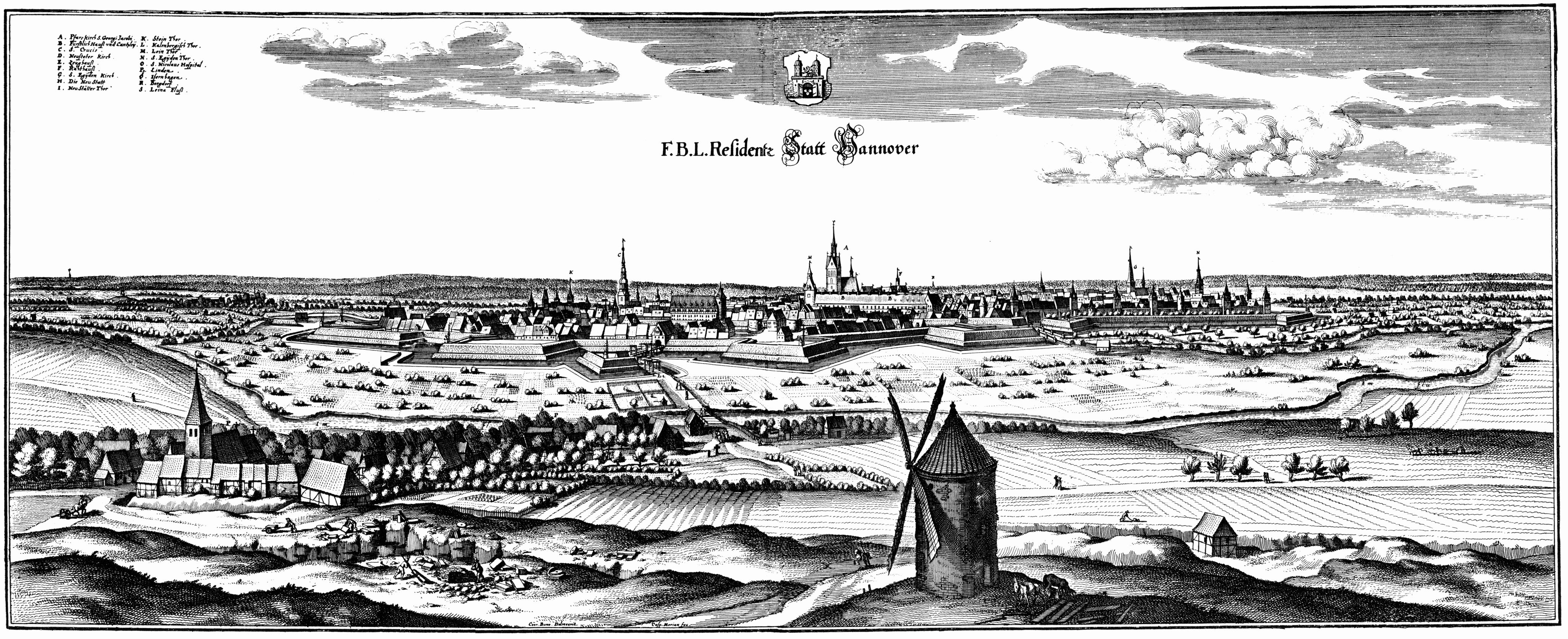
Nur wenige Jahre nach dem Umbau zur Mühle nahm der Verleger Caspar Merian die Lindener Windmühle zum Point de vue seines Merian-Kupferstiches „F. F. B. L. Statt Hannover“;
1654 gemeinsam mit Conrad Buno geschaffen

Nach dem Dreißigjährigen Krieg verfügte 1651 der Landesherr, Herzog Georg Wilhelm von Braunschweig-Lüneburg, den alten Turm zu einer seinerzeit modernen Holländerwindmühle mit einem drehbaren Oberteil umbauen zu lassen.
Die Mühle wurde Zwangsmühle für die umliegenden Dörfer Linden, Bornum, Badenstedt, Empelde, Ricklingen und Wettbergen.
Das ersparte den Bauern der Orte den Weg zur Calenberger Mühle bei Schulenburg.
Zusätzlich befahl der Herzog seinen Untertanen im Kirchspiel von Limmer sowie in den Dörfern Letter und Harenberg, ihr Getreide nun in der Mühle in Linden mahlen zu lassen. Dies führte allerdings zu Beschwerden des durch das Amt Blumenau beschäftigten – amtlichen – Müllers der Wassermühle Blumenau im Calenberger Land, der in der Folge nun wesentlicher Teile seines bisherigen Einkommens verlustig ging.
Es ist ungeklärt, ob die Mühle wirklich ein Umbau des Wartturms war. Für einen Neubau spricht die Jahreszahl 1651 mit den Initialen „G. W.“ über der Eingangstür.
Im Siebenjährigen Krieg wurden das Dach und die Mühlenflügel abgebaut. Prinz Friedrich August von Braunschweig ließ am 20. August 1761 eine Sternschanze zur Sicherung der Stadt Hannover anlegen. „Das steinerne Gebäude dieser Mühle kam mitten in die Schanze zu stehen. Der Bode wurde mit Pferde-Mist zugedecket, daß also, wenn etwa Gefahr aufstoßen sollte, die Soldaten sicher darunter stehen könten.“
Nach Kriegsende wurde die mit zwei Mahlgängen ausgestattete Mühle wieder hergerichtet. Die Schanze wurde geschleift, Spuren der Gräben und Wälle blieben bis ins 19. Jahrhundert erhalten.
Der Mahlzwang wurde im Königreich Hannover im Jahr 1855 aufgehoben.
Im Zuge der Industrialisierung wurde die bisher im Eigentum des Staates stehende Windmühle auf dem Lindener Berg für 10.215 Reichstaler privatisiert.
Erst zur Zeit der Weimarer Republik wurde der Mühlenbetrieb 1927 eingestellt, da sich eine erforderliche Renovierung nicht lohnte.
Die Windmühle war ein Galerieholländer mit Segelgatterflügeln. Zur Windrichtungsnachführung diente eine Windrose.
Die Flügel wurden vermutlich Ende der 1920er Jahre abgenommen und die Mühlenkappe entfernt.

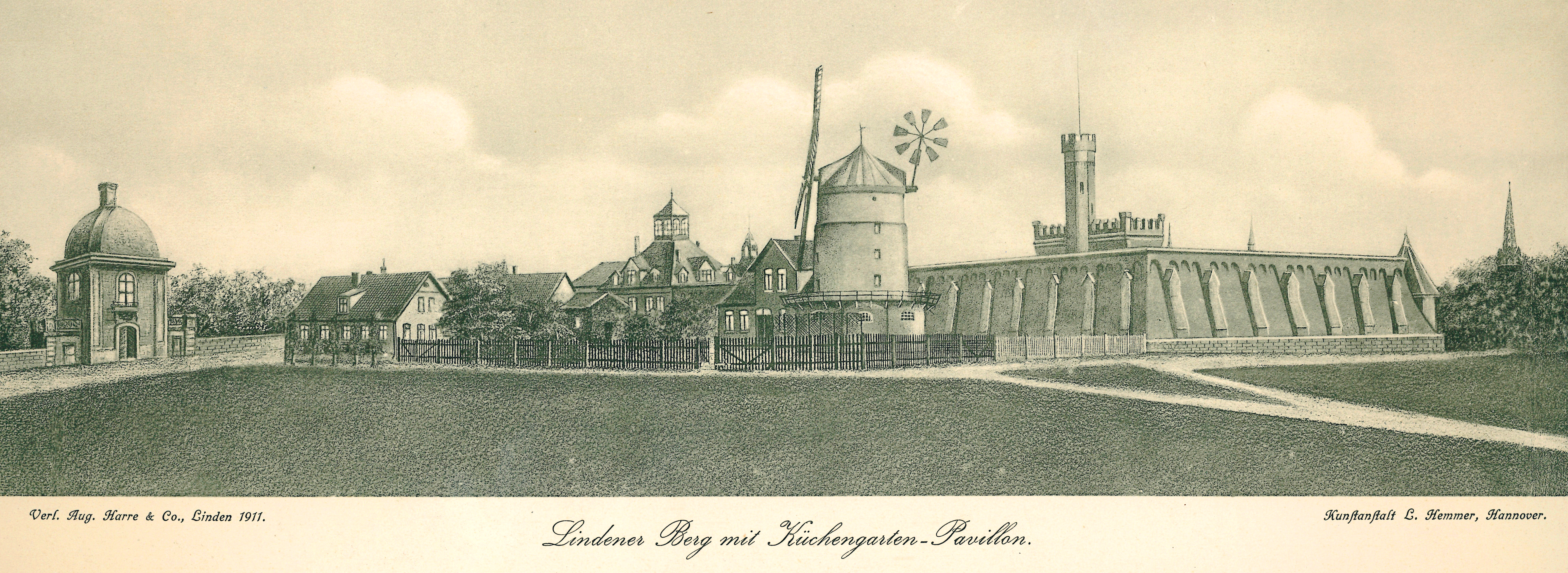
Die bauliche Situation um die Windmühle mit einer Projektion des Küchengarten-Pavillons (links) in die Ummauerung des Lindener Bergfriedhofs;
monochrome Lithographie von Ludwig Hemmer im Verlag August Harre & Co., um 1911

### Gaststätte

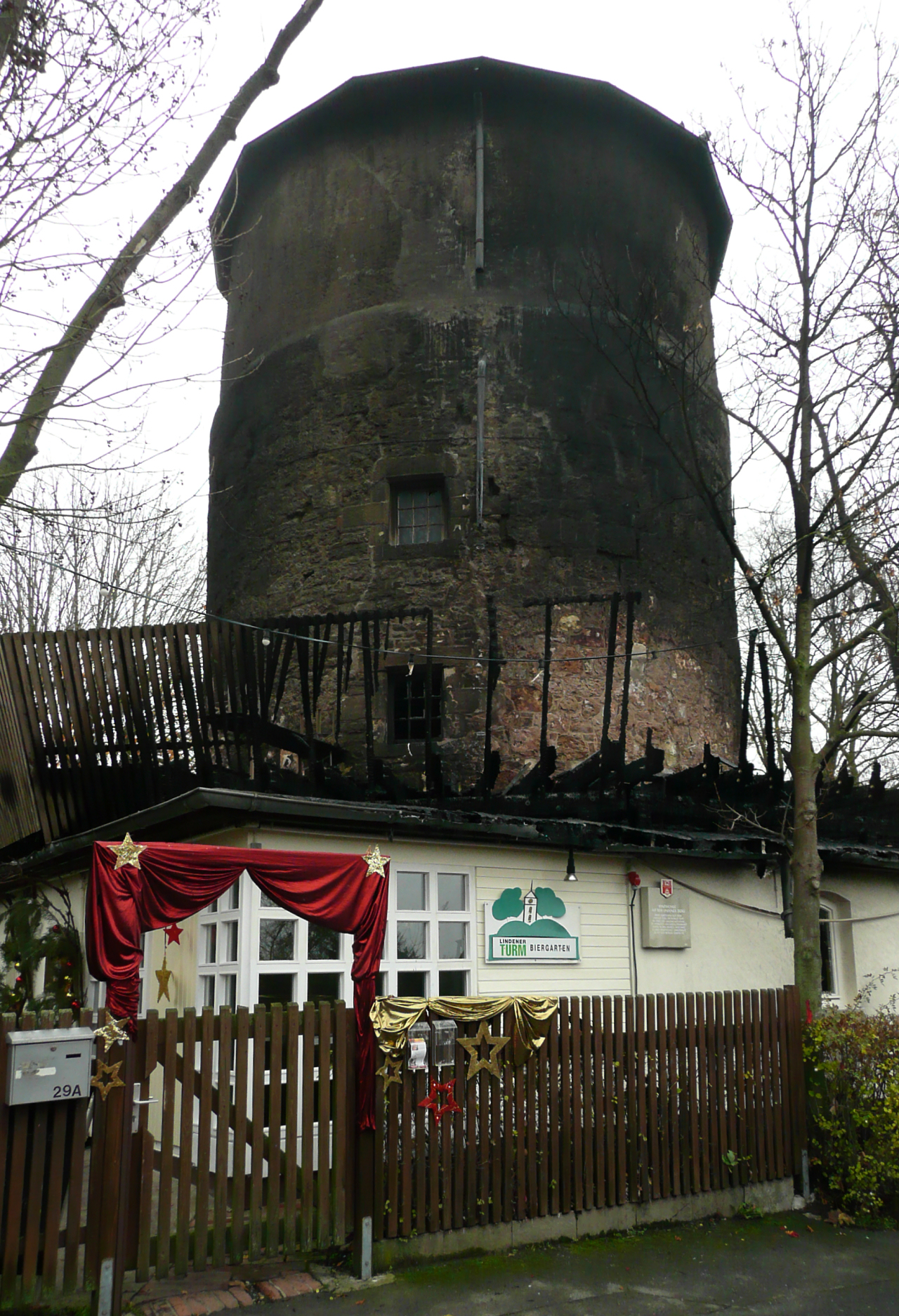
Der Turm nach dem Brand, 2019

Der Müller der Lindener Windmühle hatte 1818 die Genehmigung zur Errichtung einer Gastwirtschaft erhalten. Johann Egestorff pachtete 1824 die Mühle und ließ neben ihr ein Ausflugslokal errichten, das später für den Bau des Wasserhochbehälters auf dem Lindener Berg abgerissen wurde.
Die ehemalige Windmühle wird seit 1928 nur noch als Gastwirtschaft genutzt. Bei  einer Sanierung im Jahr 1987 wurde das Anwesen zum Biergarten umgestaltet.
Im November 2019 kam es infolge eines technischen Defekts an der Beleuchtung zu einem Brand am Turm, bei dem eine äußere Balustrade aus Holz abbrannte.  Die Feuerwehr verhinderte ein Übergreifen des Brandes auf das historische Bauwerk, dessen Statik durch das Feuer nicht geschädigt wurde.